# Chain gun M230
Le Hughes M230 Chain Gun est un canon automatique de calibre 30 mm à tube unique développé par le constructeur aéronautique américain Hughes et actuellement produit par Alliant Techsystems. Il s'agit d'un chain gun à entraînement électrique, ce qui signifie que l'énergie nécessaire au chargement, à l'armement du percuteur et à l'éjection de l'étui provient d'une source externe électrique, en opposition aux autres armes pouvant utiliser le recul du canon ou la récupération des gaz du tir pour entretenir leur cycle de fonctionnement.

## Développement
En 1972, Hughes Helicopters lança une recherche autofinancée pour concevoir une arme automatique destinée à tirer la munition M50 de 20 mm. Pendant le mois d'avril 1973, des tests furent menés pour tirer la munition de 30 mm — plus puissante — avec un prototype (modèle A) sous forme de bande de munitions. En janvier 1975, le modèle C fut ajouté, lequel était alimenté par des cartouches non liées entre elles, au contraire du modèle A. C'est ce modèle qui fut adopté comme arme standard pour l'hélicoptère AH-64 Apache. Le modèle A était, lui, destiné à équiper l'AH-1S Cobra mais fut finalement abandonné.

## Conception

### Munitions

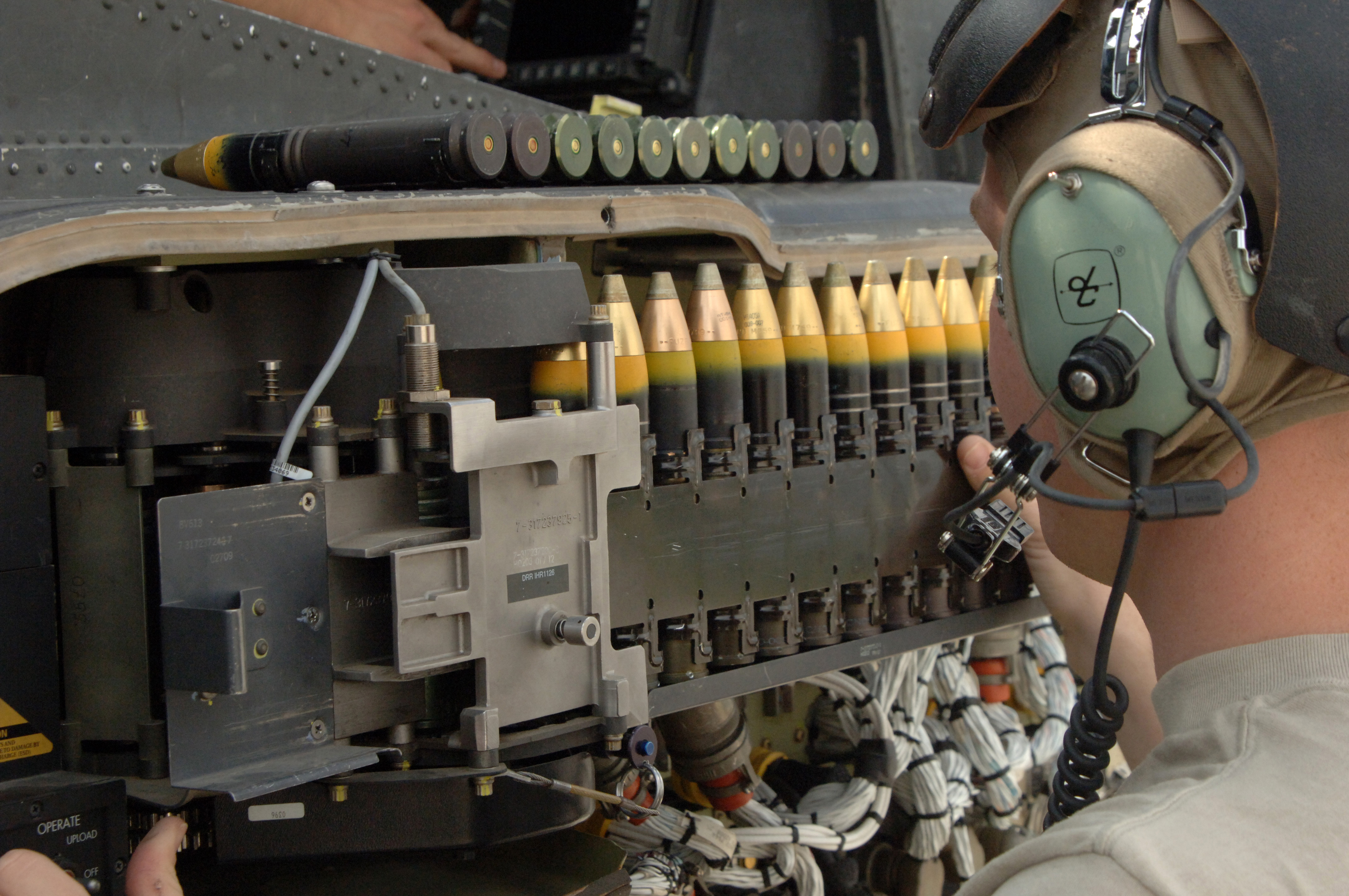
Obus de calibre 30 mm M789 HEDP chargés sur un AH-64D Longbow Apache, en avril 2007.

Le M230 permet de tirer les munitions 30 × 113 mm ADEN/DEFA. Cependant, les munitions utilisées en pratique par l'armée américaine sont les 30 mm « lightweight » (légères) — modèles M788, M789, M799 — à base d'alliage léger, en comparaison à celles disposant d'étuis à base de laiton ou d'acier. Ces munitions légères lui sont spécifiques et sont de fait incompatibles avec des armes conçues pour tirer les cartouches ADEN et DEFA. La munition M788 TP (Target Practice, munition d'entraînement) se différencie par sa large bande bleue, la M789 HEDP (High Explosive Dual Purpose, obus explosif polyvalent) par son étroite ligne jaune et la M799 HEI (High Explosive Incendiary, obus explosif incendiaire) par sa ligne rouge,. La munition M799 HEI n'est pas utilisée par l'armée américaine à cause du risque élevé d'explosion à l'intérieur du canon. General Dynamics Ordnance and Tactical Systems, filiale de General Dynamics, s'est vu octroyer par l'US Army un contrat de production pour la munition M789 High Explosive Dual Purpose (HEDP). Il s'agit en fait de la munition standard de l'Apache AH-64, largement utilisée en situation réelle. L'aptitude de l'Apache à fournir un support aérien précis et produisant des dégâts collatéraux minimes a amené à une augmentation des volumes demandés pour cette munition.
Chaque obus M789 contient 21,5 g (0,76 oz) de charge explosive scellée dans un conteneur. Ce conteneur se transforme en un projectile perforant capable de transpercer plus de cinq centimètres de blindage homogène laminé. L'enveloppe de l'obus est également prévue pour se fragmenter à l'impact. Le rayon létal pour une cible non protégée en position debout est de trois mètres dans les conditions optimales. L'obus M789 nécessite environ quatre secondes pour parcourir 1 000 mètres. Il en mettra cependant dix-huit pour parcourir une distance de 3 000 mètres vu sa perte de vitesse.

### Montages sur AH-64 Apache et DAP

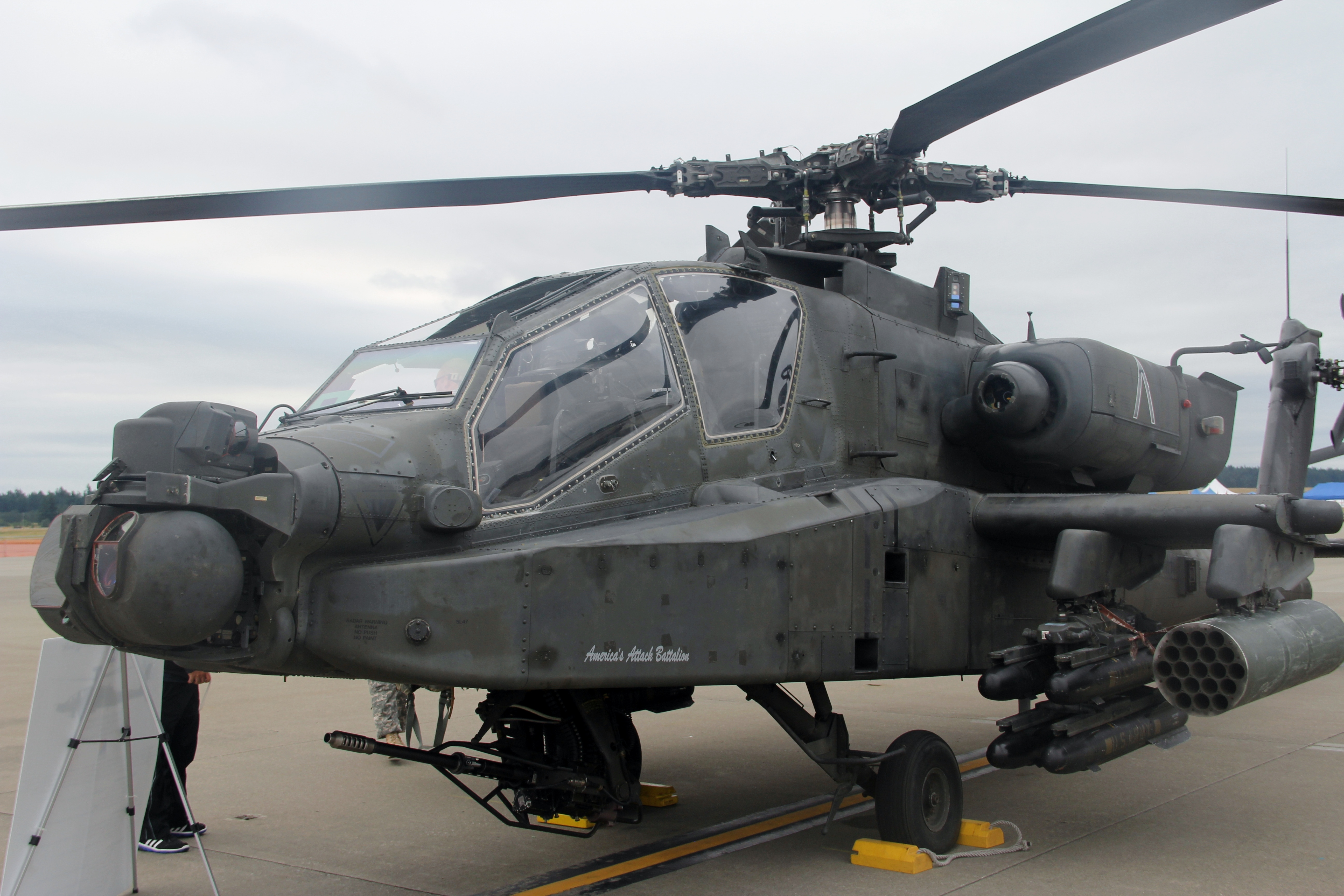
Apache AH-64 de l'US Army Aviation Branch équipé d'un chain gun M230 en 2012.

Le M230 Chain Gun est le canon automatique de l'hélicoptère de combat AH-64 Apache construit en 2018 à plus de 2 200 unités et se retrouve également sur la version DAP (pour « Direct Action Penetrator ») de l'hélicoptère MH-60L Black Hawk utilisé exclusivement par le 160th Special Operations Aviation Regiment depuis 1990 à une vingtaine d'exemplaires. 
Le canon sur l'Apache est monté sur une « tourelle de menton » située, comme son nom l'indique, à l'avant de l'hélicoptère, sous la face inférieure. Il est alimenté électriquement par un moteur de 2 ch et par une rampe de munitions de calibre 30 mm non liées. Sa cadence de tir s'élève à 625 (±25) coups par minute. Le système met 0,2 seconde pour atteindre sa cadence maximale. La cadence de tir pratique est de 300 coups maximum en une minute, suivie d'une période de refroidissement de dix minutes. Le mécanisme dispose d'un système de sécurité évitant le phénomène de « cook-off » (que l'on pourrait traduire par « cuisson »), c'est-à-dire la mise à feu involontaire de la munition due à un environnement trop chaud. Les étuis vides sont quant à eux éjectés vers l'extérieur, par l'arrière du canon.
Sur l'AH-64, la monture utilise un système hydraulique secondaire permettant les mouvements du canon. L'élévation est fournie par un seul mécanisme hydraulique, situé sur la ligne centrale de l'arme juste devant le point de pivot. Pour répondre à l'éventualité d'une perte de puissante hydraulique, un ressort est installé de façon à remettre en place l'arme dans sa position initiale, à savoir, dans l'axe de l'hélicoptère avec le canon relevé à environ onze degrés. Cela permet au M230, attaché sous la cabine du copilote, de se ranger de façon compacte, évitant ainsi les risques de perforation de l'habitacle et d'éventuelles blessures à l'équipage en cas d'atterrissage difficile.

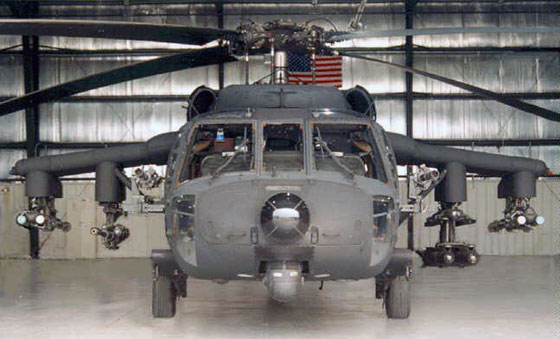
Un MH-60L DAP armé de deux miniguns M134, d'un total de quatre missiles air-air AIM-92 Stinger, un canon M230 et d'un lanceur M299 avec deux missiles antichars AGM-114 Hellfire.

L'Apache peut embarquer jusqu'à 1 200 obus à son bord, dans un réservoir nommé 12-PAK conçu et produit par Meggitt Defense Systems, Inc. Cependant, l'utilisation par l'armée américaine d'un réservoir spécial de carburant, le Robertson IAFS (familièrement nommé « Robby Tank »), réduit drastiquement la capacité en munitions à seulement 300 cartouches. Les munitions sont chargées à bord par du personnel qualifié utilisant un chargeur motorisé.
Le  MH-60L Black Hawk DAP a un total de quatre points d'emport sur ses moignons d'ailes pouvant emporter indifféremment diverses charges : missiles, roquettes, mitrailleuses et canons. La nacelle du M230 est fixe, elle emporte 1 100 obus et a également une cadence de tir d'environ 625 coups par minute.

### Emploi depuis des véhicules terrestres, M230LF et MAWS

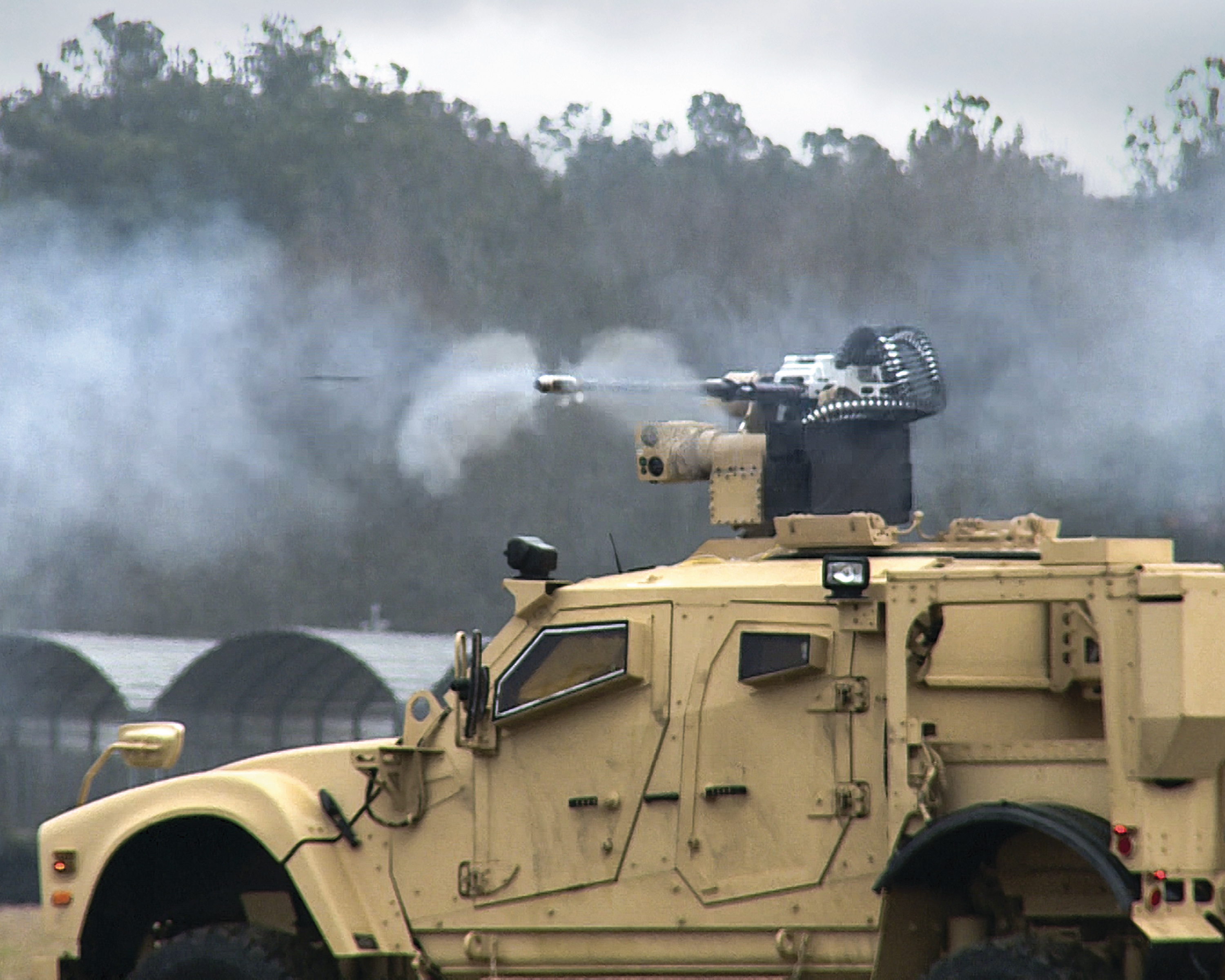
Démonstration de tir depuis un Oshkosh M-ATV, en 2015.

La version de préproduction XM230E fut testée par le Bureau de l'Infanterie en mars 1981 sur un 4x4 FMC XR311.
Le M230LF conçu par ATK à partir des années 2000, est une version plus performante qui offre une vitesse en sortie de bouche plus importante et une plus grande puissance à l'impact à partir des mêmes munitions M789 HEDP et de calibre 30 mm ADEN/DEFA standards. La cadence de tir est par contre réduite à 200 coups par minute et la longueur totale de l'arme est portée à 218,1 cm, sa masse est de 72,6 kg. Cette version peut également être installée sur des navires et véhicules terrestres.
La version MAWS (Modular Advanced Weapon System), développée en partenariat avec la United States Navy, est une version du M230LF guidée à distance. Cette version est contrôlée par un opérateur, au moyen d'un joystick ou d'une poignée à deux mains, à partir d'un écran,.
En février 2015, Oshkosh Defense et ATK ont effectué une démonstration du M230LF sur un MRAP Oshkosh M-ATV, pour démontrer l'utilité et l'efficacité d'une arme de calibre moyen à partir d'un véhicule léger.
En juillet 2018, un consultant en défense britannique spécule qu'une partie des VBCI Boxer que doit recevoir la British Army dans les années 2020 soit équipée de ce canon.

## Montures
- Boeing AH-64 Apache
- AgustaWestland Apache
- Sikorsky MH-60L Direct Action Penetrator (DAP)